# Black Boy
Black Boy ist die Autobiographie des amerikanischen Schriftstellers Richard Wright, erschienen 1945 im Verlag HarperCollins. Die 1947 im Steinberg-Verlag in Zürich erschienene deutsche Übersetzung mit dem Titel „Ich Negerjunge. Die Geschichte einer Kindheit und Jugend“ besorgte Rudolf Frank unter dem Pseudonym Harry Rosbaud.
Das Buch war die Vorlage für eine amerikanische TV-Dokumentation „Richard Wright - Black Boy“ von 1995 über den Autor.
Der HarperCollins Verlag verkaufte 195.000 Exemplare des Werkes in der Originalausgabe. Die verkaufte Auflage des Book of the Month Club, einer Buchgemeinschaft, wird mit 351.000 angegeben.
In den USA gilt das Buch als häufige Schullektüre.

## Inhalt
Wright wächst in Jackson und Arkansas auf. Die Jahre sind geprägt vom Rassismus des amerikanischen Südens und der Familie. Er lernt in dieser Umgebung Gewalt als ein vollkommen akzeptiertes Kommunikationsmittel kennen. Der Vater verlässt die Familie wegen einer anderen Frau, und die Mutter erleidet einen Schlaganfall.
Der Autor beschreibt sich selbst in diesem Roman als Ausgestoßener. Nachdem die Mutter ihn und seinen Bruder nicht mehr versorgen kann, kommt er zu seiner Großmutter. Diese ist gläubige Sieben-Tages-Adventistin und Richard gerät mit ihr in Konflikt, da sein fehlender Bezug zur Religion seiner Großmutter negativ auffällt. Ebenfalls kommt es zu Konflikten mit seiner Tante und seinem Onkel, da sein Agnostizismus sowie seine einzige Fluchtmöglichkeit vor Gewalt, Hunger und menschlicher Isolation, nämlich das Lesen von billigen Romanheftchen, bei diesen auf Unverständnis stößt. Fiktives gilt bei seinen Verwandten als Teufelswerk. In dieser Zeit ist die einzige Verbündete seine kranke Mutter.
Er bekämpft mit Arbeit und kriminellen Aktivitäten den allgegenwärtigen Hunger. Wright beginnt mit dem Schreiben und es gelingt ihm, in der lokalen schwarzen Zeitung eine Erzählung unterzubringen.
Nach dem Ende der Schule beginnt er mit seiner Flucht in den Norden. Zunächst macht Wright in Memphis Zwischenstation. Dort lernt Richard die Welt der Literatur kennen und setzt dann seine Flucht fort. In Chicago angekommen, bringt er etwas von dem Geist des Südens als ein ländlich bestimmter Mensch mit.

## American Hunger
Der (auf Wunsch des Book of the Month Club in der Originalausgabe weggelassene) zweite Teil des Buches beschäftigt sich mit Wrights Erfahrungen mit der Kommunistischen Partei der USA (CPUSA) und wurde unter dem Titel American Hunger erst 1977 postum veröffentlicht.